# District de Ziliujing
Le district de Ziliujing (自流井区 ; pinyin : Zìliújǐng Qū) est une subdivision administrative de la province du Sichuan en Chine. Il est placé sous la juridiction de la ville-préfecture de Zigong.
Ce district a une importance historique dans la production de sel et de gaz naturel.

## Histoire
Au cours de l'histoire, plusieurs milliers de gisements de sel ont été exploités dans ce district. Au XIXe siècle en particulier, Li Jung, un officier militaire originaire de Zigong, décrit l'industrie du sel en place à cette époque. Comme le sel se trouve mélangé à du gaz naturel, le gaz est brulé pour accélérer l'évaporation dans les puits.